# السفل (بروم ميفع)
'

تعديل مصدري - تعديل

السفل هي إحدى قرى عزلة بروم بمديرية بروم ميفع التابعة لمحافظة حضرموت، بلغ تعداد سكانها 270 نسمة حسب تعداد اليمن لعام 2004.